# Parmoptila
A Parmoptila vagy hangyászpintyek a madarak osztályának verébalakúak (Passeriformes) rendjébe és a díszpintyfélék (Estrildidae) családjába tartozó nem.

## Rendszerezésük
A nemet John Cassin írta le 1859-ben, az alábbi 3 faj tartozik ide:
- hangyászpinty (Parmoptila woodhousei)
- vöröshomlokú hangyászpinty (Parmoptila rubrifrons)
- Parmoptila jamesoni

## Előfordulásuk
Afrika középső részén honosak. A természetes élőhelyeik szubtrópusi és trópusi síkvidéki esőerdők és édesvizek környéke. Állandó, nem vonuló fajok.

## Megjelenésük
Átlagos testhosszuk 11 centiméter körüli.

## Életmódjuk
Főleg rovarokkal táplálkoznak.